# Mustasaari (ö i Finland, Nyland)
Mustasaari är en ö i Finland. Den ligger i sjön Sääksjärvi och i kommunen Nurmijärvi i den ekonomiska regionen  Helsingfors  och landskapet Nyland, i den södra delen av landet, 40 km norr om huvudstaden Helsingfors. Öns area är 0,3 hektar och dess största längd är 120 meter i sydöst-nordvästlig riktning.